# Король лыж
«Король лыж» — неофициальный титул в лыжных гонках, который присваивается за победы на дистанциях 30 км и 50 км во время одного чемпионата мира или Олимпийских игр. Поскольку гонки проводятся разными стилями (классическим и коньковым), для получения этого звания спортсмену необходим универсализм, а общий старт требует от атлетов не только функциональной готовности, но и тактических, и спринтерских навыков, в особенности на финишной прямой.

## История появления
В 1954 году на чемпионате мира Владимир Кузин выиграл гонки на 30 и 50 километров, и король Швеции Густав VI впечатлился мастерством атлета и вручил ему кубок с надписью «Королю лыж от короля Швеции». После этого неофициальный статус «Короля лыж» получали спортсмены, показавшее аналогичное достижение на чемпионате мира или Олимпиаде.
Поскольку само понятие «король лыж» появилось в 1950-е годы, когда этого звания удостоился Владимир Кузин, финнский лыжник Матти Райвио может считаться «королём лыж» только задним числом. Райвио победил в гонках на 30 км и 50 км на чемпионате мира 1926 года. Тогда вся программа соревнований состояла только из этих двух стартов.
Впоследствии понятие «король лыж» популяризировали спортивные журналисты и комментаторы.

## Споры вокруг титула
Вокруг звания «короля лыж» нередко возникают споры.
Во-первых, неоднократно менялся набор гонок в рамках соревнований, а также формат проведения стартов. Так, на самом первом чемпионате мира 1925 года, гонка на 30 км не проводилась. Она была включена в программу соревнований в 1926 году, однако затем этот вид был исключён из числа гонок чемпионатов мира до 1954 года, когда 30-километровка вернулась на этот турнир. Следовательно, если исходить из критериев, что «король лыж» — это победитель гонок на 30 км и 50 км, то все атлеты, выступавшие на чемпионатах мира с 1927 по 1953 г. не подпадают под эти рамки. Стоит отметить, что на первых чемпионатах мира и Олимпийских играх программа «гладких лыж» включала всего 2 гонки.
На Олимпийских играх с 1956 по 2001 год гонка на 30 км проводилась классическим стилем и с раздельного старта. На чемпионате 2003 года лыжники стартовали вместе. Затем эта гонка была заменена на скиатлон, то есть 15 км классическим стилем + 15 км коньковым стилем. С 2006 года гонка на 50 км на Олимпиадах проходит как масс-старт одним из стилей, чередуясь на Зимних Играх через цикл.
Скиатлон возник из гонки преследования. Старты на 25 км проводились на чемпионатах мира в 1993, 1995, 1997 и 1999 гг., а старты на 20 км — в 2001 г. и в 2003 г.. При этом гонка преследования на 25 км занимала два дня: в первый день — 10 км классическим стилем, на второй — преследование коньковым ходом. Получается, современный скиатлон унаследовал длину дистанции и формат проведения одним днём от классической 30-километровки, а совмещение двух стилей лыжного хода — от гонок преследования. Однако победы в гонке преследования и марафоне в рамках одного соревнования никогда не рассматривались как альтернатива «королевской» связки.
Во-вторых, в розыгрыш титула могут вмешаться погодные условия и решения организаторов соревнований. Последнее проявилось на пекинской Олимпиаде-2022. Российский лыжник Александр Большунов выиграл две самые длинные индивидуальные дистанционные гонки — скиатлон и масс-старт, который ввиду сложных погодных условий, был сокращён с традиционных марафонских 50 км до 28 км. Такой поворот событий вносит неоднозначность в признание Большунова «королём лыж».
В обсуждениях о признании того или иного атлета «королём лыж» стиль лыжного хода и формат проведения гонок опускаются. На первое место выходит длина дистанций.
Возможные условия для присвоения звания «король лыж»:
1. Победа в личных гонках 30 км (разделка классикой или скиатлон) и 50 км в рамках одного соревнования независимо от стиля лыжного хода и формата забегов — с раздельного старта или с общего).
2. Победа в двух самых длинных личных гонках на одних соревнованиях независимо от стиля лыжного хода и формата проведения забегов.

Все эти различия усложняют выработку единого подхода к присвоения звания «король лыж». Таким образом, присвоение данного титула — это вопрос признания самими атлетами, спортивным сообществом и болельщиками.

## Короли лыж
1. Владимир Кузин (СССР) — 1954 год (ЧМ)[4].
2. Матти Райвио[англ.] (Финляндия) — 1926 год (ЧМ).
3. Николай Зимятов (СССР) — 1980 год (ОИ).
4. Гунде Сван (Швеция) — 1985 год (ЧМ).
5. Мика Мюллюля (Финляндия) — 1999 год (ЧМ).
6. Петтер Нортуг (Норвегия) — 2009 год (ЧМ), 2011 год (ЧМ).[5]

Николай Зимятов единственный «король лыж», добившийся этого титула на Олимпийских играх, все остальные «короли» завоёвывали почётное звание в рамках чемпионатов мира.
Петтер Нортуг является первым и на данный момент единственным лыжником, кому удалось стать «королём лыж» дважды, причём на двух чемпионатах мира подряд.
| Страна    | На чемпионатах мира | На Олимпийских играх | Общее количество |
| --------- | ------------------- | -------------------- | ---------------- |
| СССР      | 1                   | 1                    | 2                |
| Финляндия | 2                   | 0                    | 2                |
| Норвегия  | 2                   | 0                    | 2                |
| Швеция    | 1                   | 0                    | 1                |

### Спорный статус
Поскольку данный титул неформальный, и критерии его присвоения официально нигде не закреплены, в ряде случаев возникают споры относительно признания лыжников «королями лыж».
- Торлейф Хёуг (Норвегия) — 1924 год.

На зимних Олимпийских играх Шамони программа «гладких лыж» состояла всего из двух гонок — 18 км и 50 км. Норвежский лыжник выиграл обе.
- Йон Линдгрен (Швеция) — 1927 год.

На чемпионате мира в Кортина-д’Ампеццо программа «гладких лыж» состояла всего из двух гонок — 18 км и 50 км. Йон Линдгрен выиграл обе, причём 18-минутный отрыв в марафоне от «серебряного» призёра является крупнейшим в истории чемпионатов мира по лыжным гонкам.
- Александр Большунов (ОКР) — 2022 год[6][7].

За это звание Большунов боролся на 24-х Зимних Олимпийских играх. 30-километровую гонку, которая проводилась в формате скиатлона 15 км + 15 км, Александр Большунов выиграл с преимуществом более минуты на финише. Масс-старт на 50 км был сокращён до 28 км из-за мороза и сильного ветра. Поэтому, с одной стороны, он не может считаться «Королём лыж», так как условия получения этого неофициального титула — победы на 30 и 50 километровых дистанциях. С другой стороны, если рассматривать типы гонок без учёта дистанции (скиатлон и дистанционный масс-старт), есть основания считать Большунова таковым, хотя в интервью после финиша сам российский лыжник заявил, что не считает такой успех полноценным. Большинство экспертов, в том числе и олимпийский «король лыж» Зимятов, а также двукратный «король лыж» Нортуг, заявили, что считают Большунова «королем лыж». Кроме того, на его медали за гонку написано «50 км».

## Несостоявшиеся «Короли лыж»
За историю лыжных гонок несколько атлетов были близки к получению неформального звания «короля лыж». Они выигрывали первую дистанционную личную гонку, но уступали в борьбе за первенство в заключительном старте соревнований.
На чемпионатах мира:
- Вячеслав Веденин (СССР) — чемпионат мира 1970 года. Победа в гонке на 30 км классикой и 2-е место в марафоне на 50 км.
- Томас Вассберг (Швеция) — чемпионат мира 1987 года. Победа в гонке на 30 км классикой и 2-е место в марафоне на 50 км.
- Гунде Сван (Швеция) — чемпионат мира 1991 года. Победа в гонке на 30 км классикой и 2-е место в марафоне на 50 км.
- Бьёрн Дели (Норвегия) — чемпионат мира 1993 года. Победа в гонке на 30 км классикой и 3-ье место в марафоне на 50 км.
- Владимир Смирнов (Казахстан) — чемпионат мира 1995 года. Победа в гонке на 30 км классикой и 3-ье место в марафоне на 50 км.
- Дарио Колонья (Швейцария) — чемпионат мира 2013 года. Победа в скиатлоне на 30 км и 2-е место в марафоне на 50 км.
- Сергей Устюгов (Россия) — чемпионат мира 2017 года. Победа в скиатлоне на 30 км и 2-е место в марафоне на 50 км.
- Александр Большунов (Россия) — чемпионат мира 2021 года. Победа в скиатлоне на 30 км и 2-е место в марафоне на 50 км.

На Олимпийских играх:
- Вейкко Хакулинен (Финляндия) — Олимпиада-1956. Победа в гонке на 30 км классикой и 2-е место в марафоне на 50 км.
- Вячеслав Веденин (СССР) — Олимпиада-1972. Победа в гонке на 30 км классикой и 3-ье место в марафоне на 50 км.
- Евгений Дементьев (Россия) — Олимпиада-2006. Победа в скиатлоне на 30 км и 2-е место в марафоне на 50 км.

## Смежные понятия
Со временем понятие «король лыж» начало обретать популярность, и стали возникать различные производные от него. Например, после того, как российский лыжник Максим Вылегжанин дважды финишировал вторым вслед за Петтером Нортугом на скиатлоне и марафоне на чемпионате мира 2011 года, спортивные обозреватели и комментаторы прозвали его «вице-королём лыж».

## «Королевы лыж»
В отношении женщин оборот «королева лыж» используется значительно реже, чем определение «король лыж» в отношении мужчин-лыжников. По аналогии с мужчинами «королевой лыж» можно считать победительницу двух гонок 15 км и 30 км в рамках одного соревнования.
Подобного достижения добивались:
1. Мануэла Ди Чента (Италия) — Олимпиада-1994. Победа в гонке на 15 км коньковым стилем и в марафоне на 30 км классикой.
2. Елена Вяльбе (Россия) — чемпионат мира 1997 года. Победа в гонке на 15 км коньковым стилем и в марафоне на 30 км классикой.
3. Юстина Ковальчик (Польша) — чемпионат мира 2009 года. Победа в скиатлоне на 15 км и в марафоне на 30 км коньком.
4. Марит Бьёрген (Норвегия) — чемпионаты мира 2013 года и 2017 года, а также Олимпиада-2014.
5. Терезе Йохёуг (Норвегия) — чемпионаты мира 2015, 2019, 2021 года и Олимпиада-2022.
6. Эбба Андерсон (Швеция) — чемпионат мира 2023 года.

Марит Бьёрген и Терезе Йохёуг являются трёхкратными «королевами лыж». Бьёрген смогла получить этот титул на двух главных стартах подряд — ЧМ-2013 и ОИ-2014. Тезезе Йохёуг выигрывала на двух чемпионатах мира подряд — в 2019 и 2021 году. Мануэла Ди Чента, Марит Бьёрген и Тезезе Йохёуг — стали «королевами лыж» на Олимпиаде.
| Страна   | На чемпионатах мира | На Олимпийских играх | Общее количество |
| -------- | ------------------- | -------------------- | ---------------- |
| Россия   | 1                   | 0                    | 1                |
| Польша   | 1                   | 0                    | 1                |
| Норвегия | 5                   | 2                    | 7                |
| Италия   | 0                   | 1                    | 1                |